# ロシア運輸省
ロシア連邦運輸省（ロシアれんぽううんゆしょう）又は交通省（こうつうしょう、ロシア語: Министерство транспорта Российской Федерации、通称：ミントランス、Минтранс）は、ロシアの中央省庁のひとつ。ロシア連邦における運輸行政、交通政策を担当している。鉄道、海運、内陸水上交通、民間航空を含む空運、道路交通および地下鉄を含む都市電力網、産業に関係する交通、道路、測量、地図作成などを管轄している。

## 概要
ロシア連邦運輸省の淵源は、1809年に設立されたロシア帝国鉄道省（鉄道運輸省、鉄道交通省）に遡る。その後ロシア革命によってソビエト連邦が成立すると、鉄道人民委員部を経て、1946年ソ連鉄道省となり、さらにソ連運輸省（交通省）となる。1991年ソビエト連邦の崩壊後、ロシア共和国運輸省を基に、1991年12月25日、正式にロシア連邦運輸省となった。2004年3月9日から2004年5月20日までの短期間、ロシア連邦コミュニケーション情報省と統合され、ロシア連邦運輸通信（運輸コミュニケーション）省を名乗っていた。

## 組織

### 次官
- 第一次官　エフゲニー・ディートリチ[2]
- 次官兼国家書記（官房長）セルゲイ・アリストフ[2]
- 次官　ニコライ・アサウル、ニコライ・ザフリャピン、ヴァレリー・オクロフ、ヴィクトル・オレルスキー、アレクセイ・ツィデノフ[2]

### 中央部局
ロシア連邦運輸省には、本省に以下の部局（Департамент）が設置されている。
- 国家民間航空分野政策局
- 国家道路インフラ整備分野政策局
- 国家道路都市交通分野政策局
- 国家道路都市交通分野政策局
- 国家鉄道運輸分野政策局
- 国家海上河川運輸分野政策局
- 国際協力局
- 法務支援・法制活動局
- 開発計画局
- 資産関係・国土計画局
- 行政管理局
- 運輸安全局・特別プログラム
- 経済・財務局
- 国家国境検問所配置分野政策局
- 特別部局

### 外局
ロシア連邦運輸省には、外局として以下の庁（служба）、局（агентство）が設置されている。
- 連邦運輸監督庁（ロストランスナドゾル）
- 連邦航空運輸局（ロスアヴィアツィア）
- 連邦道路局（ロスアフトドル）
- 連邦鉄道運輸局（ロスジェルドル）
- 連邦海洋河川運輸局（ロスモレッチェフロート）

## 歴代大臣
| 代   | 肖像                              | 氏名                     | 内閣 | 在任期間                       | 備考                                                  |
| ---- | --------------------------------- | ------------------------ | --- | ------------------------------ | ----------------------------------------------------- |
| 1    |                                   | ヴィタリー・エフィーモフ | ボリス・エリツィン内閣 ヴィクトル・チェルノムイルジン内閣                                                                               | 1991年12月25日 - 1996年1月10日 | 1990年9月10日からロシア共和国運輸大臣                 |
| 2    |                                   | ニコライ・ツァフ         | ヴィクトル・チェルノムイルジン内閣 | 1996年1月12日 - 1998年3月1日   |                                                       |
| 3    |                                   | セルゲイ・フランク       | セルゲイ・キリエンコ内閣 エフゲニー・プリマコフ内閣 セルゲイ・ステパーシン内閣 第1次ウラジーミル・プーチン内閣 ミハイル・カシヤノフ内閣 | 1998年3月2日 - 2004年2月24日   |                                                       |
| 4    |                                   | イーゴリ・レヴィチン     | 第1次ミハイル・フラトコフ内閣 第2次ミハイル・フラトコフ内閣 ヴィクトル・ズプコフ内閣 第2次ウラジーミル・プーチン内閣                    | 2004年3月9日 - 2012年5月12日   | 2004年3月9日から2004年5月20日までロシア連邦運輸通信相 |
| 5    |                                   | マクシム・ソコロフ       | 第1次ドミートリー・メドヴェージェフ内閣                                                                                                 | 2012年5月21日 - 2018年5月18日  |                                                       |
| 6    |                                   | エフゲニー・ディトリフ   | 第2次ドミートリー・メドヴェージェフ内閣 ミハイル・ミシュスティン内閣                                                                    | 2018年5月18日 - 2020年9月9日   |                                                       |
| 7    |                                   | ヴィタリー・サヴェリエフ | 第1次ミハイル・ミシュスティン内閣 | 2020年9月10日 - 2024年5月7日   |                                                       |
| 代行 | 第2次ミハイル・ミシュスティン内閣 | ヴィタリー・サヴェリエフ | 2024年5月7日 - 2024年5月14日 |                                |                                                       |
| 8    |                                   | ロマン・スタロボイト     | 第2次ミハイル・ミシュスティン内閣 | 2024年5月14日 - 2025年7月7日   |                                                       |
| 代行 |                                   | アンドレイ・ニキーチン   | 第2次ミハイル・ミシュスティン内閣 | 2025年7月7日 - 現職            |                                                       |